# Фіттья (станція метро)
59°14′51″ пн. ш. 17°51′39″ сх. д. / 59.2475° пн. ш. 17.860833° сх. д.
«Фіттья» (швед. Fittja) — станція Червоної лінії Стокгольмського метрополітену, обслуговується потягами маршруту Т13.
Станція була відкрита 1 жовтня 1972 року як південно-західна кінцева точка розширення від Ворберга. 
12 січня 1975 року лінія була продовжена до Норсборга.

Відстань до Слюссена становить 17,5 км.
Пасажирообіг станції в будень —	6,550 осіб (2019)

Розташування: мікрорайон Фіттья, муніципалітет Ботчирка. На схід від станції розташовано метроміст Альбюшенс
Конструкція: відкрита естакадна станція з однією острівною прямою платформою.

## Операції
| Попередня станція | Лінія | Лінія     | Лінія | Наступна станція  |
| ----------------- | ----- | --------- | ----- | ----------------- |
| Масмо до Ропстен  |       | Лінія T13 |       | Альбю до Норсборг |